# Liophidium mayottensis
Liophidium mayottensis — вид змій родини Pseudoxyrhophiidae. Ендемік Майотти.

## Поширення і екологія
Liophidium mayottensis є ендеміками острова Майотта в архіпелазі Коморських островів. Вони живуть у вологих і сухих тропічних лісах та на плантаціях, на висоті до 653 м над рівнем моря. Ведуть наземний, прихований спосіб життя.

## Збереження
МСОП класифікує цей вид як такий, що перебуває під загрозою зникнення. Lycognathophis mayottensis загрожує полювання та хижацтво з боку інтродукованих ссавців.